# Pedro Goyena (subte de Buenos Aires)
Pedro Goyena será una futura estación de la línea I de la red de subterráneos de la Ciudad de Buenos Aires.
Se prevé su construcción en la intersección de la avenida Pedro Goyena y la calle del Barco Centenera.